# Twente Cup 2010
De Twente Cup van is een Nederlands golftoernooi dat sinds 1929 op de Twentsche Golfclub wordt gespeeld. 
In 2010 hebben zich 100 professionals ingeschreven. Na de eerste ronde stond Richard Eccles aan de leiding met 67 (-5). Zondag maakte Ben Collier echter een mooie ronde van 66, gelijk aan het baanrecord van Joost Steenkamer, en won het toernooi met een totaalscore van -8. Eccles eindigde op de tweede plaats samen met Joes van Uden en Kevin Broekhuis, die een laatste ronde van 69 binnenbracht. 
De beste twee spelers van dit toernooi mogen volgende week in het KLM Open spelen. Aangezien er drie nummer 2 zijn, moesten zij om die wildcard een play-off spelen. Richard Eccles won en mag naar het KLM Open. 

## Scores
De par van de baan is 72.
| Naam               | Ronde 1 | Stand | Ronde 2  | Totaal | Eindstand |
| ------------------ | ------- | ----- | -------- | ------ | --------- |
| Ben Collier        | 70 (-2) | T7    | 66 (-6)  | -8     | 1         |
| Joes van Uden      | 68 (-4) | 4     | 71 (-1)  | -5     | T2        |
| Richard Eccles     | 67 (-5) | T1    | 72 (par) | -5     | T2        |
| Kevin Broekhuis    | 70 (-2) | T7    | 69 (-3)  | -5     | T2        |
| Robin Swane        | 67 (-5) | T1    | 73 (+1)  | -4     | T5        |
| Ramon Schilperoord | 67 (-5) | T1    | 74 (+2)  | -3     | T7        |

## Spelers
| - Frank Agterbos - Andrew Allen - Geert-Jan Bakker - Hayo Bensdorp - Martin Biersteker - Rinus van Blankers - John Blanks - John Bleys - Meindert Jan Boekel - John Boerdonk - Twan Boerdonk - Thijs Boomsma - Rob van den Brink - Kevin Broekhuis - David Carazo - Greg MC Clurkin - Ben W. Collier - Simon Crosby - Celso Cyrus - Dirk J Delfortrie - Edwin Derksen - Bobbie van Deijl - Jan Dorrestein - James W Doughtie - Sander van Duijn - Richard Eccles | - Maarten van Eijck - Martijn van Eijk - Brian Gee - Kars Gresel - Djur den Haan - Dennis Hardenbol - Andrew Hastie - Dave Hoekstra - Vincent Hoevenaars - Ferry Holthuysen - Jan-Willem van Hoof - Arjan van Houten - Rick Huiskamp - Jos van den Hurk - Derrick Ingram - Michiel Janbroers - Sebastiaan de Jonge - Florus Josten - Wim van Kaathoven - Jules Kappen - Niels Kraaij - Gijs Kras - Max Langelaan - Roy van der Loop - Stephane Lovey - Gert Jan Markus | - Stuart Mathie - Michael Meerman - Allan McLean - Thomas Merkx - Ralph Miller - Lawrence Möger - Wiljan van Mook - Michael John de Moor - Tammo Murris - Gary Nairn - Nicolas Nubé - Jan Maarten Nijhoff - René Nijhuis - Guido Oomkens - Alexander Renders - Patrick de Reus - Mark Reynolds - Walter Ritzer - Alain Ruiz Fonhof - Xavier Ruiz Fonhof - Joseph de Rijk - Bas Scheepens - Ramon Schilperoord - Jesse Schmidt - Brian Schutz - Andrew Scullion | - Bryan Seton - Tjeerd Staal - Joost Steenkamer - Arjan Stokman - Ronald Stokman - Robin Swane - Joes van Uden - Hiddo Uhlenbeck - Ricardo van de Venn - Ron van der Vliet - Ruben Jil Wechgelaer - Martin Wedema - Mark Whittingham - Grant Williams - Thomas IJland - Jan Zwemmer Amateurs - Diderik Ankersmit - Tristan Bierenbroodspot - Sebastiaan Hamers - Martin Huuskes - Harry de Jong |